# Enolmis delicatella
Enolmis delicatella is een vlinder uit de familie dikkopmotten (Scythrididae). De wetenschappelijke naam is voor het eerst geldig gepubliceerd in 1901 door Rebel.
De soort komt voor in Europa.